# Château de la Roche (La Cochère)
Le château de la Roche est un édifice situé à Gouffern en Auge, en France.

## Localisation
Le monument est situé dans le département français de l'Orne, au lieu-dit la Vieille Verrerie, sur le territoire de La Cochère, commune déléguée de la commune nouvelle de Gouffern en Auge, à 2 km à l'est de l'église Saint-Sauveur.

## Architecture
Les façades et les toitures du château sont inscrites au titre des monuments historiques depuis le 1er octobre 1974.